# パウロ・コエーリョ

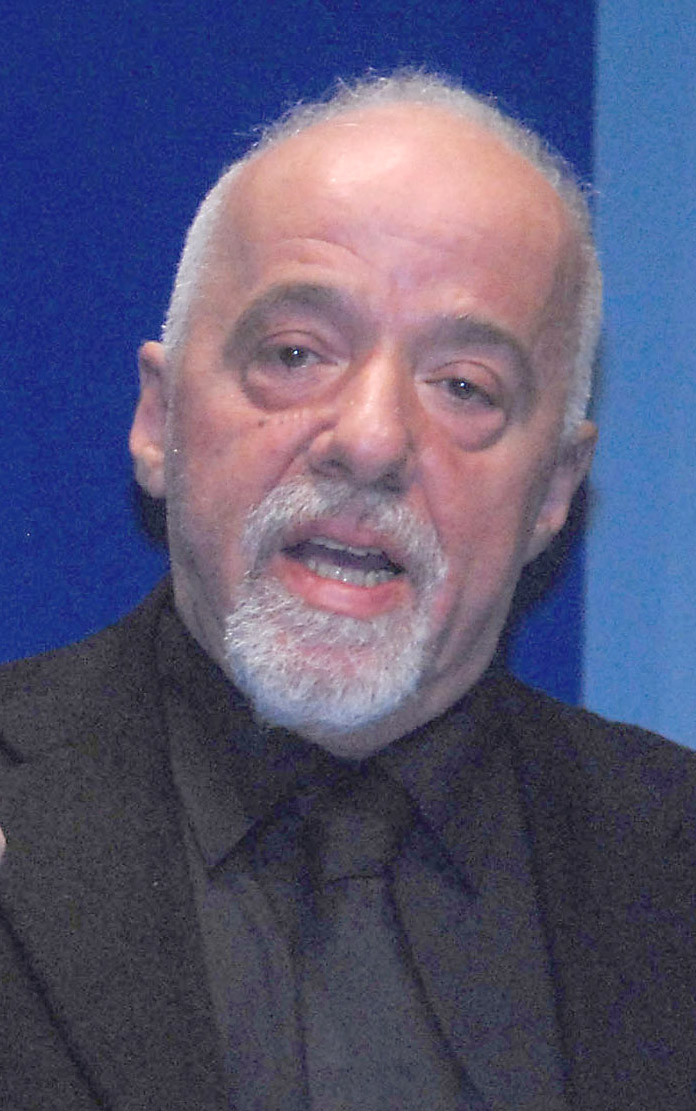
パウロ・コエーリョ（2007年）

パウロ・コエーリョ（Paulo Coelho、1947年8月24日 - ）は、ブラジルの作詞家、小説家。ブラジル文学アカデミー会員。

## 略歴
ブラジルのリオ・デ・ジャネイロに生まれる。大学の法学部に進学するも、1970年、突然学業を放棄して、旅に出る。メキシコ、ペルー、ボリビア、チリを経て、ヨーロッパ北アフリカにも足を伸ばす。2年後、ブラジルに帰国して、流行歌の作詞を手がけるようになり、人気歌手ラウル・セイシャスに詞を提供する。また、グロリア・ゲイナーの I will survive の歌詞をポルトガル語に翻訳、ブラジル歌手のヴァヌーザがこれを歌った。1974年、ブラジルの軍事独裁政権に対する反政府活動に関与との嫌疑を受け、短期間投獄される。
その後、しばらくレコード制作を手がけるが、1979年、再び仕事を放棄して、世界を巡る旅に出る。1987年、『星の巡礼』（O Diário de um Mago）を執筆刊行して、作家デビューを飾る。これは彼がスペインのサンティアゴ・デ・コンポステーラへいたる巡礼の道を歩いた体験を下敷きにしたもの。この本はあまり大きな成功をもたらさなかったが、翌年の1988年に出版した第2作『アルケミスト - 夢を旅した少年』（O Alquimista）はブラジル国内で20万冊を超えるベストセラーとなり、38ヵ国の言語に翻訳された。2007年のアンデルセン文学賞など、世界中の国々から様々な文学賞を受賞している。
現在、妻のクリスティーナと共にリオ・デ・ジャネイロに在住。

## 主要な作品
- 『星の巡礼』（O Diário de um Mago、1987年）
  - 山川紘矢・山川亜希子訳 KADOKAWA 1998年
- 『アルケミスト - 夢を旅した少年』（O Alquimista、1988年）
  - 山川紘矢・山川亜希子訳 地湧社 1994年
- 『ヴァルキリーズ』（As Valkírias、1992年）
  - 山川紘矢・山川亜希子訳 KADOKAWA 2013年
- 『ピエドラ川のほとりで私は泣いた』（Na margem do rio Piedra eu sentei e chorei、1994年）
  - 山川紘矢・山川亜希子訳 地湧社 1997年
- 『第五の山』（O Monte Cinco、1996年）
  - 山川紘矢・山川亜希子訳 KADOKAWA 1998年
- 『ベロニカは死ぬことにした』（Veronika decide morrer、1998年）
  - 江口研一訳 KADOKAWA 2001年
- 『悪魔とプリン嬢』（O Demônio e a srta Prym、2000年）
  - 旦敬介訳 KADOKAWA 2002年
- 『11分間』（Onze Minutos、2003年） 
  - 旦敬介訳 KADOKAWA 2004年
- 『ザーヒル』（O Zahir、2005年）
  - 旦敬介訳 KADOKAWA 2006年
- 『ポルトベーロの魔女』(A bruxa de Portobello 2006年）
  - 武田千香訳 KADOKAWA 2008年
- 『アリフ』(Aleph 2011年）
- 『不倫』（Adultério、2014年）
  - 木下眞穂訳 KADOKAWA 2016年
- 『弓を引く人』(O caminho do arco 2020年）
  - 山川紘矢・山川亜希子訳 KADOKAWA 2021年